# Francesc Dasí Ortega
Francesc Dasí Ortega, fou un pintor de rajoles molt actiu durant la segona meitat del segle xix que treballà sota les pautes de l'academicisme que agradava a la burgesia culta valenciana.
Resident a València, probablement tingué relació amb la família de Vicente Dasí Lluesma, Marqués de Dos Aguas el 1892. Una de les innovacions aportades per ell a la ceràmica peninsular fou el color rosa, que portà el 1880 de Londres.
Entre les seves millors obres destaquen les seves rajoles amb vistes de València i els retrats de Víctor Balaguer i la seva dona. L'any 1881 va resultar premiat a la Exposición del Ateneo Valenciano amb la medalla de plata de primera classe, on havia presentat tres rajoles: un paisatge, un cap i un gerro.